# Dualitate (matematică)
În matematică, o dualitate transformă concepte, teoreme sau structuri matematice în alte concepte, teoreme sau structuri, printr-o transformare „unu la unu”, adesea (dar nu întotdeauna) prin intermediul unei operații de involuție:dacă dualul lui A este B, atunci dualul lui B este A. Astfel de involuții au uneori puncte fixe, astfel încât dualul lui A este A însuși. De exemplu, teorema lui Desargues este autoduală în acest sens pentru dualitatea standard în geometria proiectivă.
Termenul dualitate are mai multe înțelesuri. A fost descris ca „un concept foarte răspândit și important în matematică (modernă)” și "o temă generală importantă care are manifestări în aproape toate domeniile matematicii".
Multe dualități matematice între obiecte de două tipuri se referă la împerecheri, aplicații biliniare de la un obiect de un tip și un alt obiect de al doilea tip la vreo familie de scalari.De exemplu, dualitatea în algebra liniară corespunde aplicațiilor biliniare pe împerecheri de spații vectoriale și scalari, dualitatea dintre distribuții și funcțiile de testare asociate corespunde împerecherii dintre o distribuție și funcția de testare, iar dualitatea Poincaré corespunde în mod similar la numărul de intersecții, privit ca o împerechere între subvarietăți ale unei varietăți date.
Din punct de vedere al teoriei categoriilor, dualitatea poate fi văzută și ca un functor, cel puțin în domeniul spațiilor vectoriale. Acest functor atribuie fiecărui spațiu spațiul său dual,iar produsul fibrat atribuie fiecărei săgeți f: V → W dualul său f∗: W∗ → V∗.

## Exemple introductive
După Michael Atiyah,
„În matematică dualitatea nu este o teoremă, ci un „principiu”.”
Următoarea listă de exemple arată trăsăturile comune ale multor dualități, dar indică și faptul că semnificația exactă a dualității poate varia de la caz la caz.

### Complementul unei submulțimi
O dualitate simplă, poate cea mai simplă, apare din considerarea submulțimilor unei mulțimi fixe S. Pentru orice submulțime A ⊆ S, complementul Ac este format din toate acele elemente din S care nu sunt conținute în A. Este din nou o submulțime a lui S. Complementarea are următoarele proprietăți:
- Aplicând-o de două ori se revine la mulțimea inițială, adică (Ac)c = A. Se spune că operația de complementare dublă este o involuție.
- Relația de incluziune A ⊆ B se orientează în diresția inversă Bc ⊆ Ac.
- Fiind date două submulțimi A și B ale S, A este inclusă în Bc dacă și numai dacă B este inclusă în Ac.

Această dualitate apare în topologie ca o dualitate între mulțimi deschise și închise ale unor spații topologice fixe X: o submulțime U a X este închisă dacă și numai dacă complementul său din X este deschis. Din această cauză, multe teoreme despre mulțimi închise sunt duale cu teoremele despre mulțimi deschise. De exemplu, orice reuniune de mulțimi deschise este deschisă, deci dual, orice intersecție de mulțimi închise este închisă. Interiorul unei mulțimi U este cea mai mare mulțime deschisă conținută în aceasta, iar închiderea mulțimii este cel mai mic set închis pe care îl conține. Datorită dualității, complementul interiorului oricărei mulțimii U este în U egal cu închiderea U.
Alte exemple sunt conul dual din geometrie, spațiul vectorial dual din algebra liniară și dualitatea din teoria lui Galois.

## Dualități în ordini reversibile

Diagrama Hasse a submulțimilor mulțimii {1,2,3,4}, ordonată parțial prin ⊂. Mulțimea duală, ordonată prin ⊃, se obține întorcând diagrama cu susul în jos. Nodurile verzi formează mulțimea al cărei dual este cea formată din nodurile albe

Fie o mulțime parțial ordonată P = (X, ≤) (o mulțime care are o anumită ordonare, dar nu este necesar ca fiecare element dintr-o pereche să fie ordonat față de celălalt), mulțimea parțial ordonată duală Pd = (X, ≥) este formată din aceleași elemente, dar ordonate invers. Exemple obișnuite de mulțimi parțial ordonate duale sunt
- Relațiile ⊂ și ⊃ ale submulțimilor și supermulțimilor oricărei colecții de mulțimi, cum ar fi submulțimile mulțimii fixe S. Asta corespunde This gives rise to the first example of a duality primului exemplu de dualitate prezentat mai sus;
- operațiile de înmulțire și împărțire (care nu dă rest) în numere întregi.
- Noțiunile de descendent și ascendent în relațiile de rudenie din mulțimea oamenilor.

O transformare duală este un antiautomorfism involutiv f al unei mulțimi parțial ordonate S, adică o involuție de inversare a ordinii f : S → S. În câteva cazuri importante, aceste proprietăți simple determină transformarea în mod unic până la unele simetrii simple.
În topologie, mulțimile deschise și închise sunt noțiuni duale. În teoria matroizilor, familia mulțimilor complementare mulțimilor independente ale unui matroid dat formează ea însăși un matroid, matroidul dual.

## Dualități în inversarea dimensională

n-fețele unui cub și ale octaedrului său dual corespund „unu la unu” inversând ordinea dimensiunilor.

Există multe dualități distincte, dar legate între ele, în care obiectele geometrice sau topologice corespund cu alte obiecte de același tip, dar cu o inversare a dimensiunilor elementelor obiectelor. Un exemplu clasic în acest sens este dualitatea corpurilor lui Platon, în care cubul și octaedrul formează o pereche duală, dodecaedrul și icosaedrul formează altă pereche duală, iar tetraedrul este autodual. Poliedrul dual al oricăruia dintre aceste poliedre poate fi format din anvelopa convexă a punctelor centrale ale fiecărei fețe a primului poliedru, astfel încât vârfurile dualului corespund cu fețele primului. Similar, fiecare latură a dualului corespunde unei laturi a primului și fiecare față a dualului corespunde unui vârf al primului. Aceste corespondențe conservă incidența: dacă două părți ale primului poliedru se ating, la fel se ating și cele două elemente corespunzătoare ale poliedrului dual. Mai general, orice politop convex corespunde unui politop dual, cu elementele i-dimensionale a unui politop n-dimensional corespunzând elementelor (n − i − 1)-dimensionale ale politopului dual. Natura conservării incidenței la duale se reflectă în faptul că laticele fețelor politopurilor și ale dualelor lor sunt ele însele teoretic duale. Dualitatea politopurilor și a ordonării sunt ambele involuții: politopul dual al politopului dual al oricărui politop este politopul inițial, iar prin inversarea tuturor relațiilor de ordine de două ori se revine la ordinea inițială. Politopurile duale pot fi geometric diferite, dar toate dualele au aceeași structură combinatorică.

Un graf plan cu albastru și dualul său cu roșu

Pentru orice poliedru tridimensional, se poate trasa un graf plan, graful vârfurilor și laturilor sale. Poliedrul dual are un graf dual, un graf cu un vârf pentru fiecare față a poliedrului și o latură pentru fiecare două fețe adiacente. Acest concept de dualitate a grafului plan poate fi generalizat la grafurile plane ale politopurilor din dimensiuni superioare.
Un fel de dualitate geometrică apare și în teoria optimizării, dar nu una care inversează dimensiunile. O problemă de programare liniară poate fi definită de un sistem de variabile reale (coordonatele unui punct din spațiul euclidian {\displaystyle \mathbb {R} ^{n}}), un sistem de constrângeri liniare (specificând că punctul se află într-un anumit semispațiu; intersecția acestor semispații este un politop convex, regiunea fezabilă a soluțiilor problemei) și o funcție liniară care indică optimizarea. Fiecare problemă de programare liniară are o problemă duală cu aceeași soluție optimă, dar variabilele din problema duală corespund constrângerilor din problema primară iar constrângerile variabilelor.